# Le Parc (Mancha)
Le Parc é uma comuna francesa na região administrativa da Normandia, no departamento da Mancha. Estende-se por uma área de 22.63 km². Em 2010 a comuna tinha 942 habitantes (densidade: 41,6 hab./km²).
Foi criada em 1 de janeiro de 2016, a partir da fusão das antigas comunas de Braffais, Plomb e Sainte-Pience (sede da comuna).